# Enzo G. Castellari
Enzo G. Castellari, właśc. Enzo Girolami (ur. 29 lipca 1938 w Rzymie) – włoski reżyser, scenarzysta i aktor filmowy. 

## Życiorys
Enzo G. Castellari rozpoczął karierę w latach 60. jako asystent reżysera. Jego pierwszy samodzielny film, 7 winchester per un massacro (1966), był spaghetti westernem. Do jego najbardziej znanych westernów należy Keoma (1976), który uważany jest za jeden z najważniejszych spaghetti westernów, wyróżniający się melancholijnym tonem i głęboką symboliką.
W latach 70. skoncentrował się na filmach akcji i thrillerach, tworząc klasyki włoskiego kina sensacyjnego, takie jak La polizia incrimina la legge assolve (1973) oraz Uliczne Prawo (Il cittadino si ribella; 1974). Jego umiejętność reżyserowania dynamicznych i pełnych napięcia scen przyniosła mu przydomek „mistrza kina akcji". Innym ważnym dziełem z tego okresu był film wojenny Bohaterowie z piekła (1978), który zainspirował Quentina Tarantino do stworzenia Bękartów wojny (2009).
W latach 80. Castellari zwrócił się w stronę kina postapokaliptycznego i science fiction, reżyserując filmy takie jak Wojownicy Bronxu (1990: I guerrieri del Bronx; 1982) oraz Ucieczka z Bronxu (Fuga dal Bronx; 1983). Produkcje te były popularne wśród miłośników kina gatunkowego i zdobyły status kultowych.
W ostatnich latach otrzymał wiele nagród za całokształt twórczości, w tym na Almería Western Film Festival w 2014.